# Serra San Quirico
Serra San Quirico es una localidad y comune italiana de la provincia de Ancona, región de las Marcas, con 3078 habitantes.

## Evolución demográfica
| Gráfica de evolución demográfica de Serra San Quirico entre 1861 y 2001 |
|                                                                         |
| Fuente ISTAT - elaboración gráfica de Wikipedia                         |